# Natalija Wiktorowna Hesse
Natalija Wiktorowna Hesse (auch Gesse, russisch Наталия Викторовна Гессе; * 20. August 1914 in Dmitrow, Russisches Reich; † 19. April 1998 in Sankt Petersburg, Russland) war eine sowjetische bzw. russische Verlagslektorin, Journalistin, Literaturredakteurin und Übersetzerin. Sie veröffentlichte auch als Kinderbuchautorin, insbesondere in der 1936 gegründeten Jugendzeitschrift Костёр (Kostjor, deutsch Lagerfeuer), aber ebenso in Чиж (Tschisch) und Ёж (Josch). Sie wurde mehrfach ausgezeichnet.

## Leben
Natalija Wiktorownas Mutter Jelisaweta Fjodorowna Hesse musste als Mitarbeiterin der regierenden Kommunistischen Partei häufig in andere Landesteile der Sowjetunion ziehen. Nach Stationen in Orechowo-Sujewo, Moskau und Simbirsk machte Natalija daher ihren Schulabschluss in Odessa, wo die Mutter seit 1930 arbeitete. Natalija kannte ihren Vater nicht und sah ihn nie. Ihr Patronym erhielt sie aus dem Namen ihres Patenonkels. 1933 begann sie in Schytomyr an der dortigen staatlichen Universität, Pädagogik zu studieren. Die Einrichtung hieß seit 1926 Institut für öffentliche Bildung von Schytomyr und errang erst 1999 universitären Status. Wenig später wechselte sie nach Leningrad, um dort berufsbegleitend in Teilzeit weiter zu studieren.
Im Jahr 1936 heiratete sie Dawid Jakowlewitsch Peisin. Ihre Ehe wurde erst Ende 1940 beurkundet. 1938 kam ihr Sohn Igor zur Welt. Zur Entbindung war Natalija zu ihrer Mutter nach Schytomyr gereist. Bei Ausbruch des Zweiten Weltkriegs war ihre Familie über das Land verstreut: Ihr Mann Dawid war in Leningrad, wo er 1941 während der deutschen Blockade verhungerte, ihre Mutter mit ihrem Sohn in Schytomyr und sie selbst, die an akuter Knochentuberkulose litt und sich in Gips und auf Krücken kaum bewegen konnte, an der Schwarzmeerküste in Ismajil. Als sich die deutschen Truppen näherten, wurde sie in die Kleinstadt Irbit in den Ural verlegt. Auch die Mutter musste mit ihrem Enkel ihre Heimatstadt verlassen und starb auf einem Flüchtlingszug nahe Tscheljabinsk im Oktober 1941 entkräftet und ohne Papiere. Auch Igor hatte kaum noch Überlebenschancen, doch Natalija wurde rechtzeitig informiert und es gelang ihr, ihren Sohn in Tscheljabinsk wiederzufinden.
Sie gab ihren Sohn in die Obhut eines Kinderheims in Tscheljabinsk und schrieb sich 1942 an der Fakultät für Journalismus an der Universität Swerdlowsk ein. Ein Jahr später entschloss sie sich, als Freiwillige aktiv am Kriegsgeschehen teilzunehmen. Nach der Demobilisierung kehrte sie aus Deutschland zunächst nach Leningrad zurück, wo sie den Rest ihres Lebens verbrachte. Vorher holte sie noch ihren Sohn aus Tscheljabinsk ab. In Leningrad lernte sie Soja Moisejewna Sadunaiskaja (Зоя Моисеевна Задунайская; 1903–1983) kennen, mit der sie eine enge Freundschaft verband und mit der sie ein Haus in der Leningrader Puschkinskaja-Straße 18 teilte. Sie gründeten zusammen mit Regina Moissejewna Ettingar ein gemeinsames Literaturhaus, ein Haus, in das junge Leute kamen – Freunde von Igor, dem Sohn von Natalija, und Tatjana, der Tochter von Soja, sowie Freunde ihrer Freunde. „Das Haus war immer voller Gäste und es herrschte ein reges Treiben. Und Arbeit.“

## Werke (Auswahl)
- Повар на весь город (Powar na wes gorod, deutsch Die Köchin für die ganze Stadt), 1934[5]
- Nacherzählung von Selma Lagerlöfs Die wunderbare Reise von Nils mit den Wildgänsen, 1938
- Baltische, chinesische, italienische, moldawische und andere Märchen.
- Журавлиное перо (Schurawlinoje pero, deutsch Kranichfeder). Sammlung der Märchen und der Legenden der nördlichen Völker der UdSSR, 1968, in der DDR auf Deutsch veröffentlicht (1975)
- Erzählungen über die slawischen Völker der UdSSR, Geschichten von 17 Völkern und ethnischen Gruppen, 1976. In der DDR auf Deutsch veröffentlicht (1982)